# Liste over blodkarsygdomme
Der findes mange sygdomme i eller påvirkende det menneskelige blodkredsløb - det biologiske system, der omfatter pumpning og kanalisering af blod til og fra kroppen og lungerne med hjerte, blod og blodkar. 

## Kardiovaskulære
- Hjertekramper
- Akut koronar syndrom
- Ordblindhed
- Anomisk afasi
- Aortadissektion
- Aortaregurgitation
- Aortastenose
- Apopleksi
- Apraxi
- Arytmi
- Hypertrofisk kardiomyopati
- Aterosklerose
- Atrieflagren
- Atrieseptumdefekt
- Atrioventrikulært kanalen defekt
- Atrioventrikulært septumdefekt
- Avaskulær nekrose

## Kardiel elektrofysiologi
- Accelereret idioventrikulær rytme
- Atrieflimren
- Atrieflimren med hurtig ventrikulær respons
- Atrieflagren
- Atrietakykardi
- Bifascikulært blok
- Brugada syndrom
- Grenblok
- Hjertearytmi
- Kardiel ektopi
- Førstegrads atrioventrikulær grenblok
- Hjerteblok
- Uhensigtsmæssig sinustakykardi
- Jervell og Lange-Nielsen syndrom
- Venstre grenblok
- Venstre forreste fascikulær grenblok
- Multifokal atrietakykardi

## Medfødte hjertesygdomme
- Acyanotisk hjertefejl
- Atrieseptumdefekt
- Cor triatriatum
- Dobbelt aortabue
- Ebsteins anomali

### Cyanotiske hjertefejl
- Afbrudt aortabue
- Coarctatio af aorta
- Pulmonal atresi
- Pulmonal stenose

### Ikke-cyanotiske hjertefejl
- Atrieseptumdefekt
- Ventrikelseptumdefekt
- Patent ductus arteriosus
- Coarctatio af aorta (kan forårsage cyanose i nogle tilfælde)

## Iskæmiske hjertesygdomme
- Angina pectoris
- Akut koronar syndrom
- Akut myokardieinfarkt

## Klapfejl
- Aortainsufficiens
- Mitralstenose
- Trikuspidalklap stenose
- Pulmonal ventil stenose
- Mitralinsufficiens
- Tricuspid insufficiens
- Lungesvigt

## Karkirurgi
- Aortaaneurisme